# Office national algérien du tourisme
 (juillet 2015).
Si vous disposez d'ouvrages ou d'articles de référence ou si vous connaissez des sites web de qualité traitant du thème abordé ici, merci de compléter l'article en donnant les références utiles à sa vérifiabilité et en les liant à la section « Notes et références ».
L'Office national algérien du tourisme (ONAT) est un voyagiste algérien, rattaché au ministère du Tourisme et de l’Artisanat en tant qu’entreprise non affiliée. Sa fonction essentielle consiste à concevoir et à produire, mais également à vendre et réaliser toute la panoplie de voyages touristiques en Algérie par le biais de ses 32 agences réparties sur le territoire national.

## Historique
L'ONAT est créée le 25 août 1962 à l'indépendance de l'Algérie, et qui avait pour vocation première d’exercer un tourisme international récepteur. Ainsi cet office se chargeait de la gestion des biens vacants et de la promotion des produits touristiques algériens sur le marché international.
En 1964, l'ONAT se dote de l'Agence touristique algérienne (ATA) spécialisée dans l'organisation des circuits touristiques à travers tout le territoire national.
En juillet 1966, après la dissolution du comité de gestion des hôtels et restaurants, l'ONAT hérite de la gestion de ces derniers.
En 1970, L'ONAT se limite à la réalisation des investissements touristiques en tant que maitre d’ouvrage délégué à la promotion du produit touristique.
En mars 1980, l'ONAT prend en charge les missions de commercialisation, de gestion de produit touristique précédemment détenu par Algérie tourisme (Altour).
En 1985, L’ONAT changera de statut et devient le « voyagiste national » dont le champ d’activité portait sur la conception des produits touristiques, la promotion des ventes, la commercialisation et la gestion du réseau de distribution.
En 1990, L'ONAT bascule dans l’« autonomie » et adopte le statut d’entreprise publique économique « EPE » à caractère commercial. Le statut actuel de l'ONAT définit le contenu de son objectif comme suit : «  la société est chargée, dans le cadre du plan national du développement économique et social, de la réglementation en vigueur, l’animation, la promotion et l’information touristique ». À cet effet, la société est chargée dans le cadre de ces attributions : de participer aux études de marché en vue d’examiner les conditions d’adaptation et d’expansion du tourisme au plan interne et externe, de recueillir les informations à caractère touristique susceptible de servir de support à l’étude de conditions meilleures pour une diffusion large et efficace de l’information touristique, de participer aux opérations de promotion commerciale et d’entreprise toutes les actions de sensibilisation (rencontre, séminaire, compagne de relation publique) sur la nature du produit touristique.
En 2011, L'ONAT est mise sous tutelle du ministère du tourisme et de l’artisanat, Elle a connu un changement fondamental dans ses statuts et ses missions à la suite d'une décision du Conseil des participations de l’État (CPE). Depuis, une nouvelle   stratégie est mise en place. Il s’agit de se replacer dans le circuit initial, celui de l’organisation des circuits  touristiques à travers le pays, en  s’investissant exclusivement dans le réceptif. Ainsi, le changement  intervenu, a fait revenir l’Onat à sa vocation initiale. Le CPE a décidé de son rattachement au ministère du Tourisme et de l’Artisanat, et, enfin, « l’orientation de ses missions statutaires en direction du développement du tourisme réceptif et du tourisme interne ainsi que la promotion  de la destination Algérie». Ces décisions sont prises à la suite d'un plan tracé par le ministère du Tourisme, lequel vise l’encouragement d’investissement dans le domaine du tourisme, en offrant toutes les commodités. Pour ce faire, l’Onat s’est mis à développer ses capacités et ses ressources. Il s’agit là, entre autres, de la mise en œuvre d’un plan de développement de la ressource humaine axé sur les nouvelles missions de l’Onat, des investissements en infrastructure d’hébergement et de vente ainsi qu’en moyens de transport. Selon ce plan, l’Onat doit s’adapter graduellement à son nouveau contexte durant «seulement» trois  ans.         

## Activités
Les missions et les fonctions de l’ONAT : Au terme de ces restrictions et après son changement de statut en 1985 en voyagiste national, le champ d’action de l’ONAT a pour mission : 
- la conception et la commercialisation des produits touristique destinés aux clients nationaux et internationaux.
- la diffusion d’informations touristiques liées à son objet.
- la production, la réalisation et la diffusion de tout support à caractère promotionnel, de nature à favoriser la commercialisation de ses produits touristiques sur le marché national et international.
- la gestion du réseau d’agence ONAT couvrant l’ensemble du territoire national.
- l’assistance des touristes à l’occasion de leur séjours.
- l’assistance et les réservations hôtelières.
- l’organisation de congrès.
- l’émission de billetteries (aérienne et maritimes)

Par sa présence quasiment sur toute la chaine de production touristique, l’ONAT développe un ensemble d’activités spécifique et complémentaires touchant les domaines suivants : 
- Le voyagisme
- Conception, montage, et développement des produits touristiques destinés au marché national.
- La promotion et commercialisation de cette production sur ces mêmes marchés.

## Moyens et organisation

### Transport
L’entreprise propose une flotte de véhicules de standing déclinée en différentes capacités 20 autobus récents (2012) 51 sièges, 15 mini bus (2013), 20 Toyota (4X4) et 12 véhicules haut de gamme pour VIP.
- 32 agences réparties sur le territoire national
- Des autobus grand confort (2012)
- Des minibus grand confort (2013)
- Des véhicules touristiques tout terrain récents
- 12 véhicules VIP

### Hébergement
Sous toutes ses formes, l’hébergement à l’ONAT est fonction de la demande du client, des potentialités de la région et du circuit proposé. Les clients seront hébergés soit :
- En hôtels au nord
- En villages touristiques au sud
- En hôtellerie de plein air
- (Camping)
- Chez l’habitant (chambres d’hôtels)
- Une auberge à Djanet

### Ressources humaines
Pour le bon fonctionnement de l’entreprise, l’ONAT regroupe un effectifs de 320 employés, déployé sur l’ensemble du territoire national constitue d’agents et responsables commerciaux formés a la commercialisation des produits, ainsi que des guides et chauffeurs expérimentés destinés principalement au sud. Il est à noter qu’au cours de la saison pleine, l’ONAT, recrute des chauffeurs vacataires pour renforces ces effectifs. 

### Délégations régionales
L’ONAT dispose d’un réseau conséquent d’agences de voyages à travers le territoire national ces agences au nombre de 30 département des délégations régionales de l’office, qui sont au nombre de quartes (4) : 
- Délégation régional centre (Alger) : avec un réseau d’agence assez développé à savoir : six agences à Alger, deux a Blida, une a Tizi Ouzou et une autre à bejaia et Ghardaïa.
- Délégation régional ouest (Oran ) : possède une dizaine (10) d’agences dont une à Oran, Rilizane, Arzew, Aïn El Turk, Mostaganem, Tlemcen, Sidi Bel Abbès, Es Senia, Tiaret et Saïda.
- Délégation régional Est (Annaba) : à savoir une agence à :Annaba, Constantine, El Oued, Skikda, Batna, Khenchela, et Biskra.
- Délégation régional grand sud (Tamanrasset) : Elle regroupe l’agence et l’hauberge de Djanet, ainsi que l’agence de Tamanrasset et de Timimoun.

Ce sont en fait les tours opérateurs étrangers qui jouent le rôle d’intermédiaire pour le compte de l’ONAT en recevant des brochures et des catalogues[source insuffisante].